# Yana Vastavel
Yana Vastavel (Mechelen, 22 oktober 1999) is een Belgisch acrogymnaste. 

## Levensloop
Sinds 2011 maakte Yana deel uit van het Belgische acroteam. In 2013 maakte ze haar debuut op internationaal niveau. Samen met haar onderpartner behaalde ze in oktober van dat jaar een zilveren en bronzen medaille op het Europees kampioenschap in Portugal. In 2014 maakte ze samen met Solano Cassamajor de overstap naar de seniorencompetitie. Het duo behaalde dat jaar een vierde plaats op de wereldbekermanche in het Portugese Maia en eveneens een vierde plaats op het wereldkampioenschap in het Franse Levallois-Perret. In 2015, op de eerste editie van de Europese Spelen behaalde het duo drie zilveren medailles, met name in de tempo-, balans- en allroundfinale. Daarnaast behaalde het duo een tweede plaats op de wereldbekermanche in Maia dat jaar en wonnen ze goud op de FIAC in het Belgische Puurs.
Vervolgens maakte Vastavel de overstap van boven- naar onderpartner en vormde ze een trio met Lise De Meyst en Bo Hollebosch. Met dit team won ze in 2017 goud op het Vlaams kampioenschap en zilver op het Belgisch kampioenschap. In 2018 werden ze vervolgens vice-wereldkampioen in de categorie 13-19 jaar op het WK te Antwerpen. In april 2019 behaalde het trio brons op de wereldbekerwedstrijd acrobatische gymnastiek te Puurs.Dit team werd Belgisch kampioen.
Op 4 maart 2020 zette ze een punt achter haar carrière wegens een zware blessure  aan voornamelijk pols en rug. Vastavel geeft sinds de zomer van 2021 fulltime training.
Vastavel woont in Mechelen en liep school in de topsportschool van Gent. Vervolgens studeerde ze communicatiewetenschappen aan de Universiteit Gent.

## Palmares
2013
- Europees kampioenschap gemengd duo samen met Solano Cassamajor
- Europees kampioenschap gemengd duo samen met Solano Cassamajor
- Belgisch kampioenschap

2014
- 4e wereldkampioenschap gemengd duo samen met Solano Cassamajor
- 4e World Cup gemengd duo samen met solano Cassamajor
- Belgisch kampioenschap

2015
- Europese Spelen - allround gemengd duo 86 180 punten
- Europese Spelen - balanscompetitie gemengd duo 28 930 punten
- Europese Spelen - tempocompetitie gemengd duo
- World Cup - gemengd duo

2017
- Belgisch kampioenschap

2018
- wereld kampioenschap meisjes drie

2019
- World Cup meisjes drie
- Belgisch kampioenschap